# Odontosyllis gravelyi
Odontosyllis gravelyi är en ringmaskart som beskrevs av Fauvel 1928. Odontosyllis gravelyi ingår i släktet Odontosyllis och familjen Syllidae. Inga underarter finns listade i Catalogue of Life.